# Croquembouche

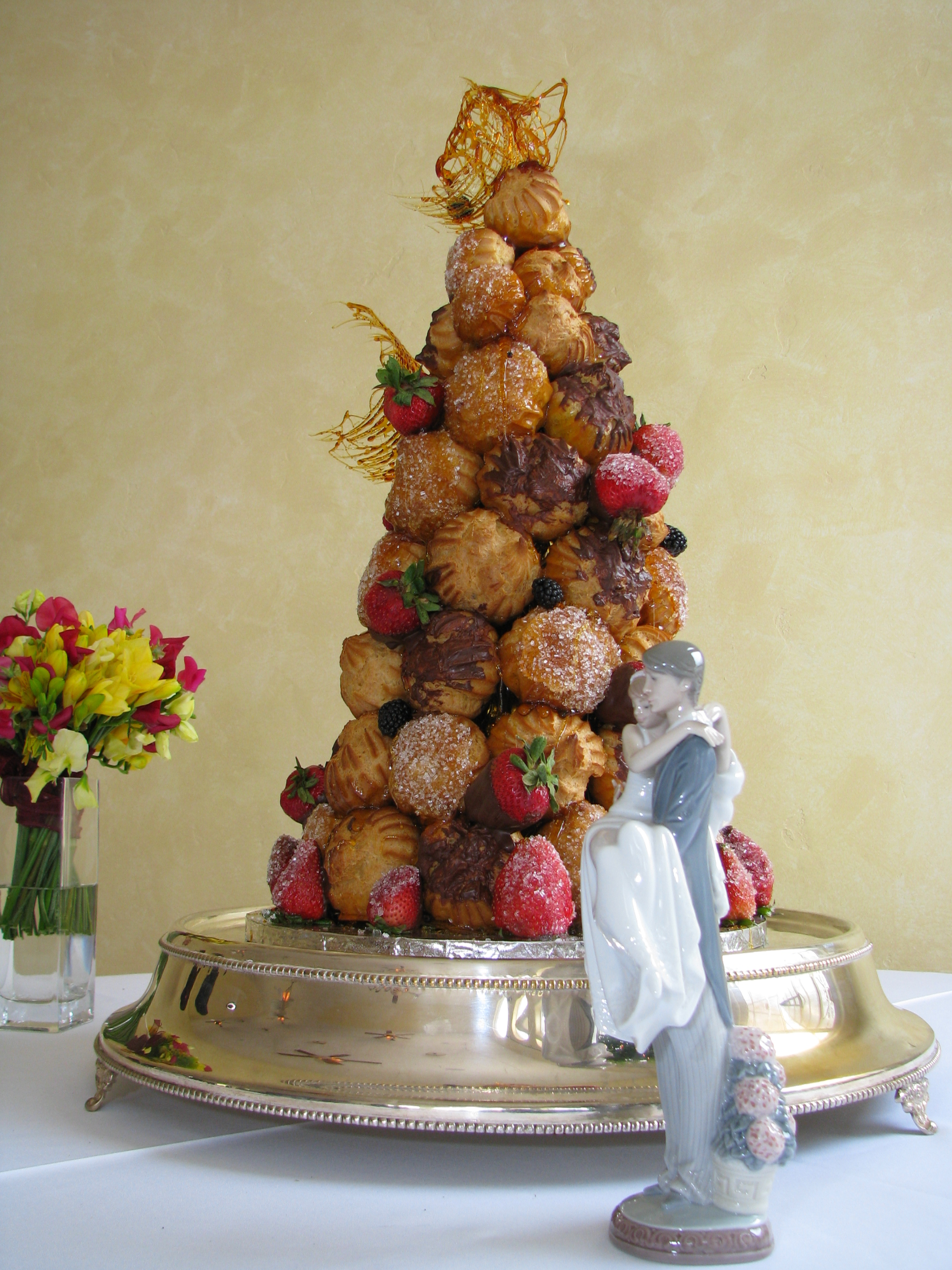
Een croquembouche

Een croquembouche (alternatief:  croquenbouche en croquebouche (Frans: 'Croque en bouche', ofwel 'knispert in de mond') is een Frans nagerecht, een soort pièce montée dat vaak bij bruiloften wordt geserveerd. Het is een hoge kegel van soesjes die gevuld zijn met room of crème, die met karamel vermengd zijn. De croquembouche wordt doorgaans versierd met draden karamel, gesuikerde amandelen, chocolade, bloemen, of linten.  
De vulling van de soesjes kan ook hartig zijn.

## Muziekstuk
"Croquembouches" is ook de titel van een muziekstuk uit 1926 van de Franse componist Claude Delvincourt (1888-1954). Het betreft origineel een 12-delig pianowerk, waarvan in 1931 6 deeltjes voor saxofoon en piano zijn bewerkt door de componist. Elk deeltje verbeeldt op muzikale wijze een nagerecht.